# Rarden, Ohio
Rarden là một làng thuộc quận Scioto, tiểu bang Ohio, Hoa Kỳ. Năm 2010, dân số của làng này là 159 người.

## Dân số
- Dân số năm 2000: 176 người.
- Dân số năm 2010: 159 người.